# La Créature du lagon : Le Retour
Série
La Créature du marais
(1982)
Pour plus de détails, voir Fiche technique et Distribution.
La Créature du lagon : Le Retour ou Le Retour de la Créature du Lagon au Québec (The Return of Swamp Thing) est un film fantastique réalisé par Jim Wynorski, sorti en 1989.

## Synopsis
Le Dr Arcane est déterminé à se fabriquer un sérum de jeunesse éternelle et pour cela, il est prêt à tuer. Même sa belle-fille Abby, venue dans sa demeure pour en apprendre plus sur la disparition mystérieuse de sa mère. Mais une autre victime d'Arcane, la Créature du marais, veille...

## Fiche technique
Sauf indication contraire, les informations mentionnées dans cette section peuvent être confirmées par les bases de données cinématographiques IMDb et Allociné,  présentes dans la section « Liens externes ».
- Titre original : The Return of Swamp Thing
- Titre français : La Créature du lagon : Le Retour[Note 1]
- Titre québécois : Le Retour de la Créature du Lagon[1]
- Réalisation : Jim Wynorski
- Scénario : Neil Cuthbert et Grant Morrisson, d'après la bande dessinée Swamp Thing créée  de Len Wein et Bernie Wrightson
- Musique : Chuck Cirino
- Décors : Robb Wilson King
- Costumes : Vicki Graef
- Photographie : Zoran Hochstätter
- Son : John Wilkinson, Robert Fitzgerald, Hari Ryatt, Doug E. Turner, Blake Wilcox
- Montage : Leslie Rosenthal
- Production : Benjamin Melniker et Michael E. Uslan
  - Production déléguée : Tom Kuhn et Charles Mitchell
  - Production associée : Robert E. Warner
  - Coproduction : Annette Cirillo
- Sociétés de production[2] : Lightyear Entertainment
- Sociétés de distribution : Millimeter Films (États-Unis) ; Cineplex Odeon Films (Canada) ; Sidéral Films (France)
- Budget : 4 millions de $ (estimation)[3]
- Pays de production :  États-Unis
- Langue originale : anglais
- Format[4] : couleur (DeLuxe) - 35 mm - 1,85:1 (Panavision) - son Ultra Stéréo
- Genre : fantastique, action, aventure, comédie
- Durée : 89 minutes
- Dates de sortie[1] :
  - États-Unis : 12 mai 1989
  - France : 16 juin 1993
- Classification[5] :
  - États-Unis : accord parental recommandé, film déconseillé aux moins de 13 ans (PG-13 - Parents Strongly Cautioned)
  - France : tous publics[6]

## Distribution
- Louis Jourdan : Dr Anton Arcane
- Heather Locklear : Abby Arcane
- Dick Durock (VF : Bruno Dubernat) : Swamp Thing (la Créature)
- Sarah Douglas : Dr Lana Zurell
- Joey Sagal : Gunn
- Ace Mask : Dr Rochelle
- Monique Gabrielle : Miss Poinsettia

## Distinctions

### Récompenses
- Prix Razzie 1990 : Prix Razzie de la Pire actrice pour Heather Locklear[7].

## Autour du film
- Louis Jourdan et Dick Durock sont les deux seuls rescapés du premier film de 1982.
- En 1989, Heather Locklear est dans le creux de la vague en raison de l'arrêt de la série télévisée Dynastie. Il faudra attendre Melrose Place en 1993 pour qu'elle refasse surface. Sa prestation dans ce film lui vaut le Razzie Award de la pire actrice de l'année.
- Une suite sous forme de remake : le film est la suite d'un premier film signé Wes Craven, La Créature du marais (Swamp Thing, 1982). Cette suite inattendue fait de nombreuses références au premier volet, notamment avec un flash-back et la scène finale dans laquelle Heather Locklear a dû reproduire tous les faits et gestes d'Adrienne Barbeau dans le 1.